# Фајето (Терамо)
Фајето (итал. Faieto) је насеље у Италији у округу Терамо, региону Абруцо.
Према процени из 2011. у насељу је живело 94 становника. Насеље се налази на надморској висини од 659 м.